# Chevêchette des nuages
Glaucidium nubicola
Espèce
Statut de conservation UICN

 VU A2c+3c+4c : Vulnérable
Statut CITES
La Chevêchette des nuages (Glaucidium nubicola) est une espèce d'oiseaux de la famille des Strigidae.

## Répartition et habitat
Cette espèce vit en Colombie et au Équateur, entre 1 400 et 2 000 m d'altitude.